# Синиша Школнекович
Синиша Школнекович (18 січня 1968) — хорватський ватерполіст.
Срібний призер Олімпійських Ігор 1996 року, учасник 2000 року.
Срібний призер Чемпіонату Європи з водного поло 1999 року.